# 中国共产党中央委员会政策研究室
中国共产党中央委员会政策研究室，通称中共中央政策研究室，简称中央政研室，是中国共产党中央委员会的最高智囊机构，是中国共产党中央委员会办事机构，专为中共中央政治局研究政治理论、政策及草拟文件。

## 沿革

### 中共中央政策委员会
1940年12月4日，中国共产党中央委员会决定，为更好地坚持本阶级利益，同时适当照顾其他阶级利益，以扩大和巩固抗日民族统一战线，坚持长期抗战，成立中共中央政策委员会，检查和纠正中国共产党在实际工作中过“左”的倾向或行为，制定更切合实际的政策，这也是为将召开的中共七大准备材料。该委员会由任弼时、博古、凯丰组成，由任弼时负责。后来，博古、王若飞、李富春、杨尚昆、彭真等先后参加了有关政策的讨论。1941年1月至4月，任弼时先后主持召开了九次政策研究会，讨论并制定了“三三制”政权建设、财政、经济、文化教育、土地问题和合作化、劳动、锄奸等方面的七项政策提纲。上述政策提纲先后被报给中共中央主要领导审阅，为中央下一步工作或制定新政策提供参考。

### 中共中央政策研究室
1948年5月23日，中共中央任命彭真兼任中共中央组织部部长、中共中央政策研究室主任。1948年8月，中共中央成立中共中央政策研究室，是帮助中央了解和分析情况，并制定和执行政策的助手及参谋。1948年12月15日，中共中央发出《关于中央政策研究室业务的通知》，并且批转了中央政策研究室制定的《工作大纲》。该通知指出：“鉴于目前形势发展的需要，中央认为：党的各高级领导机关，即中央及各中央局与分局及省委与区党委，有成立和健全政策研究机构之必要”，“现各高级领导机关有的已设有研究室、或类似机构，有的尚未建立。凡未建立的，应即着手建立。”根据该通知，在中华人民共和国成立前后，党委机关系统先后建立了政策研究室或者类似机构，在地委级以上的政策研究室一般和办公厅（室）并列，县委级的政策研究组织一般作为办公室的内设机构。此外，在政府机关系统，“全国第一次秘书长会议”强调要将“协助首长研究政策，处理政务”作为秘书工作重点，并要求组织形式可将“秘书业务”同“研究工作”分开，以便加强政策研究工作。根据该会议精神，各级政府机关也先后成立政策研究室或者类似机构，或作为办公厅（室）的内设机构，或独立并与办公厅（室）平行，性质均为领导中枢机关的辅助机构。随着党政机关政策研究机构的建立，党政机关的调查研究工作也逐步加强。
中共中央政策研究室成立后，一直设在西柏坡，直到1949年3月迁往北平。彭真被中共中央任命为中央组织部部长兼中央政策研究室主任后，主抓中央组织部、中央政策研究室的业务建设及日常重要事务处理，协助中央书记处工作。其间，彭真参加了华北临时人民代表大会、九月政治局会议等会议。当时，中央政策研究室共有23人，住在朱德窑洞西侧的两排平房内。彭真任主任、陈伯达任副主任，下设三个组：政策组组长廖鲁言，进城后改为农村组；政治组组长邓拓，进城后改为城市组；行政组组长王胜。1948年12月13日，中央任命彭真为中共北平市委书记，准备接管北平的工作。次日彭真离开西柏坡赴北平工作。
1953年2月，中共中央决定成立中共中央农村工作部，邓子恢任部长，陈伯达、廖鲁言任副部长，杜润生任秘书长。中共中央政策研究室被并入中共中央农村工作部。

### 中共中央书记处研究室
“文化大革命”开始后，中共中央办公厅的调研机构“后楼”被指责为“烂摊子”而撤销。中共十一届三中全会后，为适应党的工作重心转移及改革开放的新形势，在邓小平、胡耀邦、胡乔木、姚依林等领导的关心下，决定在原中共中央办公厅秘书局研究室的基础上，增调一批人员并与国务院研究室合并，成立中共中央办公厅研究室（中办研究室）。1979年4月，中办研究室正式成立，中办副主任邓力群兼任研究室主任。
1980年4月18日，中共中央书记处讨论通过了《关于中央书记处研究室的工作任务、机构设置、干部等问题的请求报告》。1980年12月，中共中央办公厅研究室改为中共中央书记处研究室。1987年9月14日，中共中央决定，撤销中共中央书记处研究室。1987年11月，中共中央书记处研究室被撤销。

### 中共中央政治体制改革研究室
1985年前后，随着经济体制改革逐步发展，邓小平感到有必要搞政治体制改革（实际上是行政体制改革）。1986年内，邓小平二十多次讲到政治体制改革。在此形势下，中央在1985年下半年开始由胡耀邦主持收集政治体制改革方面资料，该工作主要由中共中央办公厅调研室（前身依次为中共中央书记处办公室、中共中央办公厅办公室）进行。1986年9月，赵紫阳给其他中共中央政治局常委写了封信，称根据中央政治局常委的意见，确定成立“中央政治体制改革研讨小组”，建议由赵紫阳、田纪云、胡启立、薄一波、彭冲五人组成，由赵紫阳主持，职责是为政治体制改革探讨思路和设计蓝图，提供中央政治局常委决策。其他几位常委圈阅同意了此信，该小组由此成立。此信还提到，研讨小组下设办公室（中央政治体制改革研讨小组办公室），负责搜集和阅读资料，召开座谈会，研究并提供建议。赵紫阳让鲍彤负责主持该办公室，办公室还有两位负责人周杰（中共中央办公厅副主任）、贺光辉（国家体改委副主任）。鲍彤建议增加理论界人士严家其为办公室负责人，这样办公室共有四位负责人。1986年10月4日，在中共中央办公厅招待所（今北京金台饭店）召开了中央政治体制改革研讨小组办公室第一次会议，与会人员有：办公室四位负责人鲍彤、周杰、贺光辉、严家其，以及行政负责人陳一諮、陈福今，还有从各单位首批抽调来的吴伟等7位研究人员。
1986年11月上旬，中央研讨小组召开第一次会议，赵紫阳等五位小组成员到会，并邀胡乔木、邓力群列席。在赵紫阳主持下，第一次会议就政治体制改革的含义、范围、目标等进行了研讨。此后，中央研讨小组形成了“建立高度民主、法制完备、富有效率、充满活力的社会主义政治体制”的提法，并认为相应于经济体制改革中“社会主义商品经济”的口号，政治体制改革中应提“社会主义民主政治”口号。最后以中央研讨小组名义给中央政治局常委写了第一封报告，各位常委都圈阅了，未提出意见。
当时确定的政治体制改革的主要内容有七个方面：党政分开、下放权力、机构改革、改革干部人事制度、建立社会协商对话、完善社会主义民主政治制度社会主义法制建设、党内民主建设。中央研讨小组第一次会议后，确定在研讨小组办公室下成立七个专题小组，包括党政分开小组（负责人温家宝，中共中央办公厅主任），党内民主与党的组织专题组（负责人周杰，中办副主任）；权力下放与机构改革专题组（负责人贺光辉，国家体改委副主任），干部人事制度小组（负责人曹志，中组部副部长），社会主义民主小组（负责人王汉斌，全国人大常委会秘书长），社会主义法制专题组（负责人佘孟孝，中央政法委副秘书长），改革的理论和基本原则专题组（负责人廖盖隆，中央党史研究室主持工作的副主任）。同时中共中央党校并行成立了七个专题小组，由中央党校常务副校长陈为仁和校委副秘书长史维国负责。专题小组成立后，研讨大范围展开。研讨小组办公室被称作总办公室，下面各组各自成立了小办公室，召集各方面人员研讨。总共约有近300人参加了研讨。
1987年8月，研讨小组办公室基本定稿了《政治体制改革总体设想》，经中央政治局常委通过，随后在全国范围内的中共党内高层几千人中征求意见。此后在北京又召开了一次全国理论界专家学者座谈会，王沪宁等人参加。经反复修改，1987年10月《政治体制改革总体设想》在中共十二届七中全会上通过，并且通过决议要将该文件的主要内容写入中共十三大报告。后来中共十三大报告中有个部分就叫“政治体制改革”。
中共十三大后，1987年12月3日，中共中央决定成立中共中央政治体制改革研究室，负责政治体制改革实施过程中的综合研究和协调工作，同时承担中央交办的有关问题的研究和文件起草工作。该研究室当时共留下17位研究人员，是中央正部级机构，鲍彤任主任，与中共中央农村政策研究室并行。鲍彤原是国家体改委副主任兼党组副书记，中共十三大后不再任该职，也不再兼国务院总理秘书，改为专任中央政治局常委政治秘书兼中央政治体制改革研究室主任，同时兼中央宣传思想工作领导小组、中央党的建设工作小组成员。在鲍彤领导下，开始了研究、贯彻中共十三大的政治体制改革方案的工作。
赵紫阳在中共十三届一中全会上当选为中共中央总书记后，重点执行十三大报告，落实政治体制改革。在十三大前后，在党内民主方面推行差额选举以及建立政治局和书记处的议事及会议规则，在党政分开方面撤销党组、企事业单位党委属地化、企业实行厂长负责制后企业党委改为仅起监督保证作用、改造思想政治工作，在机构改革方面实行了国务院机构改革，在干部制度改革方面力图将“党管干部”改为组织部（党的系统）与人事部（国家机关）分头管理，在社会协商对话制度方面做了调研和试点。

### 中共中央农村政策研究室
中共十一届三中全会决定加强农业，为此，1979年3月成立了中华人民共和国国家农业委员会（国家农委），统一领导协调农口各部门及有关单位。1982年初决定精简机构，国家撤销农委。杜润生找中央领导请示成立一个精简的农村政策研究室，获得批准。杜润生从中共中央系统和国务院系统分别争取到总计120余人的编制和经费。
1980年翁永曦到国家农委不久，杜润生便对他讲到中央考虑未来十年向农村投入1500亿元人民币的计划，让翁永曦拿出方案。随后翁永曦、黄江南和朱嘉明随工作组到内蒙古调研。新华社内蒙古分社社长和记者将他们在当地调研时的聊天内容写进内参。回北京后，国务院总理赵紫阳约翁永曦去中南海谈谈。经翁永曦引见，第二次见面翁永曦与王岐山、朱嘉明、黄江南一起去，赵紫阳和几位副总理，还有国家计委的几位主任以及几位经济学家都来了。此后翁永曦、王岐山、朱嘉明、黄江南常一起写文章向中央建言，人称“四君子”。杜润生赏识王岐山，将他调到国家农委。
另一方面，1980年陈一谘到14个县调查3个月。回到北京后他决定成立研究农村问题的组织，获得朋友何维凌、邓英淘（父亲是邓力群）、王小强、杨勋、江北辰、白若冰、张木生等人支持，加入筹备。其中张木生早在1968年秋20岁时便写万言书提出“包产到户可以增产”，招致牢狱之灾。1981年2月，陈一谘等人成立中国农村发展问题研究组，仍是学生的周其仁、陈锡文、杜鹰等人加入。成立前一晚，张木生借到了经费。成立会上，邓力群和杜润生都讲话支持。邓力群帮他们向国家计委主任沟通，国家计委给他们下达了编制，编制放在中国社会科学院农业经济研究所，国家农委常给他们拨调查经费。1981年夏，他们利用国家农委拨的经费，到安徽省滁县调研，回北京后参与讨论、起草了杜润生主持的第一个中央一号文件。1982年1月1日，中央一号文件宣布：包产到户和包干到户“都是社会主义集体经济的生产责任制”，从而结束了持续30年的争论。
经杜润生等人努力，1982年4月9日，中央决定，在国家农委撤销后，中共中央书记处下设中共中央书记处农村政策研究室。1982年4月28日，中共中央书记处农村政策研究室成立（1988年改称中共中央农村政策研究室）；1982年5月7日成立中国农村发展研究中心（1985年4月改称国务院农村发展研究中心），两块牌子一套人马，在国家农委原址北京市西城区西黄城根南街9号院（礼王府）办公（后来分出一部分到西四砖塔胡同56号办公）。
内设机构有：一组（综合、生产力），负责人祖国补；二组（体制、生产关系），负责人张云千；三组（山区、林业），负责人李占奎；四组（宣传、上层建筑），负责人黄道霞；五组（战略研究）暨联络室，主任卢文（后王岐山任副主任），任务是编辑出版内部不定期刊物《农村问题论坛》，联系全国农村问题研究专家学者及部分一线工作人员，按农村政策研究室要求设课题开展调研，提供研究成果，组织论证有争议的问题供农村政策研究室作为决策参考；办公室，主任王胜；资料室，主任戴清祺；人事组，负责人施铸英。后来，先后增设流通组（研究农产品流通体制和农村金融问题，负责人段应碧）、基层组织组（调研农村基层党组织状况）、农村改革试验区办公室（协调指导全国农村改革试验工作，主任王岐山）、统计分析室（负责全国农村固定观察点信息收集处理和定量研究工作）。
1981年7月15日至8月10日，国家农委和中国社会科学院组成联合调查组，调查滁县地区大包干到户情况及趋势。该调查组由中国社会科学院农业经济研究所、北京、天津、沈阳等地高校的青年科研人员及理论工作者组成，由北京大学经济系党总支书记杨勋（女）带队，成员有陈锡文、杜鹰、邓英淘、周其仁、王小强、张木生、白南生、谢扬、陈一谘等20余人（滁县地委研究室派崔传义等人陪同）。最后国务院总理赵紫阳和万里接见了这批人，并决定将他们留下（少数人仍回原单位），在杜润生领导下成立“国务院农村发展研究中心发展研究所”。王岐山、陈锡文、林毅夫、杜鹰等先后任正、副所长。
中国农村发展研究中心下设评议委员会，主任谢华，副主任郑重、卢良恕、卢文，后来加黄青禾，对研究成果评奖。在全国聘请到120余位中国农村发展研究中心研究员及30余位评议委员。
农村政策研究室在安徽省阜阳地区创建了中华人民共和国第一个农村改革试验区。在此基础上，农村政策研究室在15个省、自治区、直辖市陆续建立18个不同类型的试验区，建立400余个固定观察点，每年派大批青年人员到试验区、观察点工作。
1982年至1986年的5个中央一号文件都是关于农村和农业的：1982年首次以中央名义确认包产到户的合法性；1983年放活农村工商业；1984年疏通流通渠道，以竞争促发展；1985年调整产业结构，取消统购统销；1986年增加农业投入，调整工农城乡关系。杜润生领导的农村政策研究室是上述5个中央一号文件的主要起草单位。
某个春节过后，习近平、刘源、万季飞等从中央到基层任职的高干子弟应邀到农村政策研究室汇报基层情况。在那几年里，每年中央一号文件起草前，农村政策研究室都要将习近平、刘源、陆学艺、翁永曦（1982年从普通科员破格提拔为农村政策研究室副主任，并到农村改革发源地安徽凤阳县兼任县委书记）这几位该研究室特约研究员请来讲基层情况，农村政策研究室处级以上干部参加。
1980年代初，华国锋辞职下台，一批老干部随之也被转移岗位，其中一部分来到农村政策研究室，仅部级老干部便有二十多位，还有前国务院副总理纪登奎等。1980年代，农村政策研究室所在的西黄城根南街9号院北区住进3位领导人华国锋、姚依林和张劲夫，南区则是农村政策研究室的办公地点。
1985年，随着改革的深入，陈一谘等人的中国农村发展问题研究组随之解体。张木生等去办《百业信息报》。陈一谘带了批人筹建中国经济体制改革研究所。陈锡文、周其仁、邓英淘、杜鹰等人留在农村研究领域，编制随中国农村发展问题研究组整建制转入农村政策研究室。1986年，杜润生为他们成立了国务院农村发展研究中心农村发展研究所，王岐山任所长，陈锡文任副所长。两年后，陈锡文和杜鹰、林毅夫成为正副所长，王岐山去中国农村信托投资公司任总经理。
在1980年代中国社会科学的恢复重建中，最引人注目的有两个相互交叉的圈子，一是以《走向未来》丛书和《20世纪文库》为代表的学者圈，二是以中国经济体制改革研究所和中共中央书记处农村政策研究室为中心的“智囊圈”。
1988年1月7日，中共中央决定，中共中央书记处农村政策研究室改为中共中央农村政策研究室，职能为调查研究，为中央制定农村政策、农村发展战略和深化农村体制改革提供咨询服务。

### 中共中央政策研究室
1989年7月28日，中共中央发出《关于撤销中央政治体制改革研究室的通知》、《关于撤销中央农村政策研究室的通知》和《关于成立中央政策研究室的通知》，成立中共中央政策研究室。
1989年12月18日，《国务院关于撤销国务院农村发展研究中心的通知》（国发〔1989〕86号）决定撤销国务院农村发展研究中心。1990年6月，原中央农村政策研究室、国务院农村发展研究中心部分人员并入国务院发展研究中心。自2002年10月至2020年10月，中央政策研究室主任职务一直由王沪宁担任。王沪宁也成为任职最長的中央政研室主任。
2013年12月30日，中央全面深化改革领导小组成立。其办事机构中央全面深化改革领导小组办公室（简称中央改革办）设在中共中央政策研究室，办公室主任由中央政治局常委王沪宁兼任。

## 职责
根据《中国共产党中央委员会政策研究室职能配置、内设机构和人员编制规定》，中央政研室承担下列职能：
1. 负责起草全国党代会中央委员会的工作报告；根据中央领导同志指示，单独或组织、协同有关方面起草、修改中央的有关重要文件；起草中央领导同志部分重要讲话。
2. 对党的建设、思想理论重要课题和中央重大决策的可行性进行调查研究，提出政策性建议。
3. 参与党中央大型会议的文件起草。
4. 对全国经济形势跟踪、收集、分析、整理，以及报送党建和思想理论的重要综合信息、动态，为中央决策提供建议和咨询。
5. 承办党中央交办的其他事项。

## 机构设置
根据《中国共产党中央委员会政策研究室主要职责内设机构和人员编制规定》，中央政研室设置下列机构：

### 内设机构
- 办公室[25]
- 综合局[26]
- 经济局（中央全面深化改革委员会办公室经济局）[27][28]
- 信息局[29]
- 政治研究局[30]
- 农村研究局（中央全面深化改革委员会办公室农村局）[28]
- 文化研究局（中央全面深化改革委员会办公室文化局）[31]
- 社会研究局[32]
- 党建局（中央全面深化改革委员会办公室党建局）[33][34]
- 人事局[35]
- 机关党委

### 直属事业单位
- 《学习与研究》杂志社

## 历任领导
中共中央政策研究室
| 主任 - 彭真（1948年5月23日—12月） | 副主任 - 陈伯达（1948年—1953年2月） - 廖鲁言（1948年—1953年2月，兼秘书长） - 王观澜（1950年—1952年） |

中共中央办公厅研究室
| 主任 - 邓力群（1979年4月—1980年12月，中央办公厅副主任兼） | 副主任 - 梅行（1979年—1980年12月） |

中共中央书记处研究室
| 主任 - 邓力群（1980年12月—1987年9月） 顾问 - 王玉清（1983年—1987年9月） - 杨思仲（？—1987年9月） - 陈涌（？—1987年9月） - 徐荇（1982年—1987年9月） - 陈舜瑶（？—1987年9月） | 副主任 - 林涧青（1980年12月—1987年9月） - 梅行（1980年12月—1987年9月） - 王玉清（1980年12月—1983年） - 曹志（1987年—1987年9月） |

中央政治体制改革研讨小组办公室
| 负责人 - 鲍彤（1986年—1987年12月） - 周杰（1986年—1987年12月，中共中央办公厅副主任兼） - 贺光辉（1986年—1987年12月，国家体改委副主任兼） - 严家其（1986年—1987年12月） | 成员 - 陈福今 - 白美清（总理秘书） - 陈一谘 - 岳慧 - 杨振芳 - 应松年 - 王绍贤 - 赵丰田 - 吴国光 - 吴伟 - 梅兴保 - 张电辉 - 徐冲 - 王春生 - 贝际波 - 李铁林 - 陈晓鲁 - 纪宁 - 张占斌 - 沈荣华 - 顾云昌 - 严书翰 - 迟福林 - 邓运 - 汤亚男 - 陈小平 - 牛铁航 - 刘洪 - 张伟 - 孙方明 - 高山 - 周大力 - 陈群林 - 李元 - 黄海 |

中共中央政治体制改革研究室
| 主任 - 鲍彤（1987年12月—1989年7月） | 副主任 - 周杰（1987年12月—1989年7月，中共中央办公厅副主任兼） - 贺光辉（1987年12月—1989年7月，国家体改委副主任兼） - 周科生（1988年—？） |

中共中央书记处农村政策研究室、中共中央农村政策研究室
| 主任 - 杜润生（1982年4月—1989年7月） | 副主任 - 谢华（1982年4月—1989年7月） - 刘堪（1982年4月—1989年7月） - 翁永曦（1982年4月—1986年开除党籍） - 陈俊生（1985年9月—1985年） - 王郁昭（1987年6月—1989年7月） |

中国农村发展研究中心、国务院农村发展研究中心
| 主任 - 杜润生（1982年5月—1989年） 顾问 - 石山（1982年底—？） | 副主任 - 郑重（1982年5月—？） - 武少文（1982年5月—？） - 杨钰（1982年5月—？） - 吴象（1982年5月—？） - 张根生（1986年5月—1989年12月） - 朱厚泽（1987年2月—1988年12月） - 王郁昭（1987年6月—1989年7月） |

中共中央政策研究室
| 主任 - 王维澄（1989年8月—1997年8月） - 滕文生（1997年8月—2002年10月） - 王沪宁（2002年10月—2020年10月） - 江金权（2020年10月—） 秘书长 …… - 张从明（？—？） - 纪玉祥（？—2005年） - 倪健民（2005年—2007年） - 纪玉祥（2007年—2009年12月） - 赵涛（2009年12月—2013年） - 武在平（2013年—2016年） - 林尚立（2016年—2022年8月） | 常务副主任 - 何毅亭（2009年6月—2013年9月） - 王晓晖（2017年3月—2018年1月） - 江金权（2018年1月—2020年10月） 副主任 - 卫建林（1989年8月—1999年4月） - 郑科扬（1989年8月—2000年5月） - 滕文生（1989年8月—1997年8月） - 回良玉（1990年9月—1992年8月） - 肖万钧（1993年2月—1998年4月） - 王沪宁（1998年4月—2002年10月） - 郑新立（2000年6月—2009年4月） - 何毅亭（2000年6月—2009年6月） - 方立（2003年12月—2013年） - 王天增（2005年3月—2009年6月） - 施芝鸿（2007年1月—2013年） - 潘盛洲（2009年10月—2017年6月） - 江金权（2013年8月—2016年5月） - 王晓晖（2014年1月—2020年10月） - 张季（2017年3月—？） - 田培炎（2018年5月—） - 林尚立（2020年11月—2022年8月） - 唐方裕（正部长级）（2024年7月—） |